# Округ Ниошо (Канзас)
Округ Ниошо (енгл. Neosho County) је округ у америчкој савезној држави Канзас. По попису из 2010. године број становника је 16.512. Седиште округа је град Ири.

## Демографија
Према попису становништва из 2010. у округу је живело 16.512 становника, што је 485 (2,9%) становника мање него 2000. године.
| Група             | 2000.          | 2010.          |
| Белци             | 15.876 (93,4%) | 15.136 (91,7%) |
| Афроамериканци    | 148 (0,9%)     | 197 (1,2%)     |
| Азијати           | 54 (0,3%)      | 83 (0,5%)      |
| Хиспаноамериканци | 494 (2,9%)     | 686 (4,2%)     |
| Укупно            | 16.997         | 16.512         |